# Aztlán 3ra. Sección
Aztlán 3ra. Sección är en ort i Mexiko.   Den ligger i kommunen Centro och delstaten Tabasco, i den sydöstra delen av landet, 700 km öster om huvudstaden Mexico City. Aztlán 3ra. Sección ligger 6 meter över havet och antalet invånare är 378.
Terrängen runt Aztlán 3ra. Sección är mycket platt. Runt Aztlán 3ra. Sección är det ganska tätbefolkat, med 155 invånare per kvadratkilometer. Närmaste större samhälle är Buena Vista 1ra. Sección, 5,2 km nordväst om Aztlán 3ra. Sección. Trakten runt Aztlán 3ra. Sección består till största delen av jordbruksmark.